# 科莱皮耶特罗
科莱皮耶特罗（義大利語：Collepietro），是意大利阿奎拉省的一个市镇。总面积15.25平方公里，人口239人，人口密度15.7人/平方公里（2009年）。ISTAT代码为066040。